# Kamov Ka-26
Kamov Ka-26 (kód NATO "Hoodlum") je sovětský, resp. ruský víceúčelový lehký vrtulník z poloviny 60. let 20. století. První prototyp stroje vzlétl 18. srpna 1966, sériová produkce začala v roce 1969. Vrtulník se vyráběl do roku 1985, celkem bylo vyrobeno asi 850 až 900 kusů. Výroba však nebyla zcela ukončena, stroj byl modernizován a vyráběl se v dalších variantách, přičemž produkce trvá dodnes.

## Verze vrtulníku

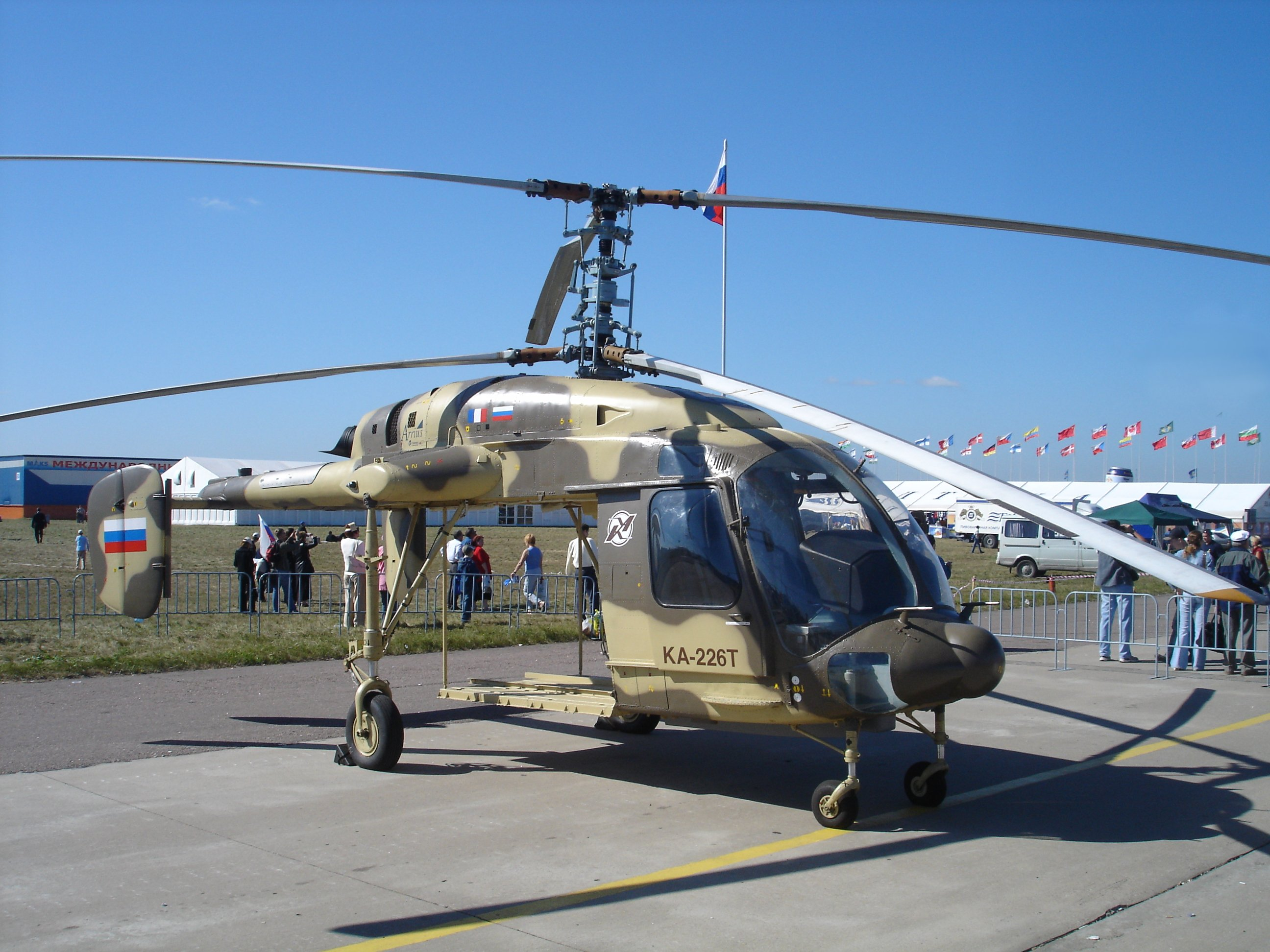
Ka-226

Ka-26
základní typ, vyrobeno kolem 850 kusů
Ka-126
Modernizovaný typ s jedním turbínovým motoremTVD-100 z roku 1988.
Ka-128
Jeden prototyp poháněný turbohřídelovým motorem Turbomeca Arriel 1D1 o výkonu 538 kW.
Ka-226
Modernizovaný typ s dvěma motory Rolls-Royce Allison 250-C20R z roku 1997, sériově vyráběn od roku 2001

## Specifikace

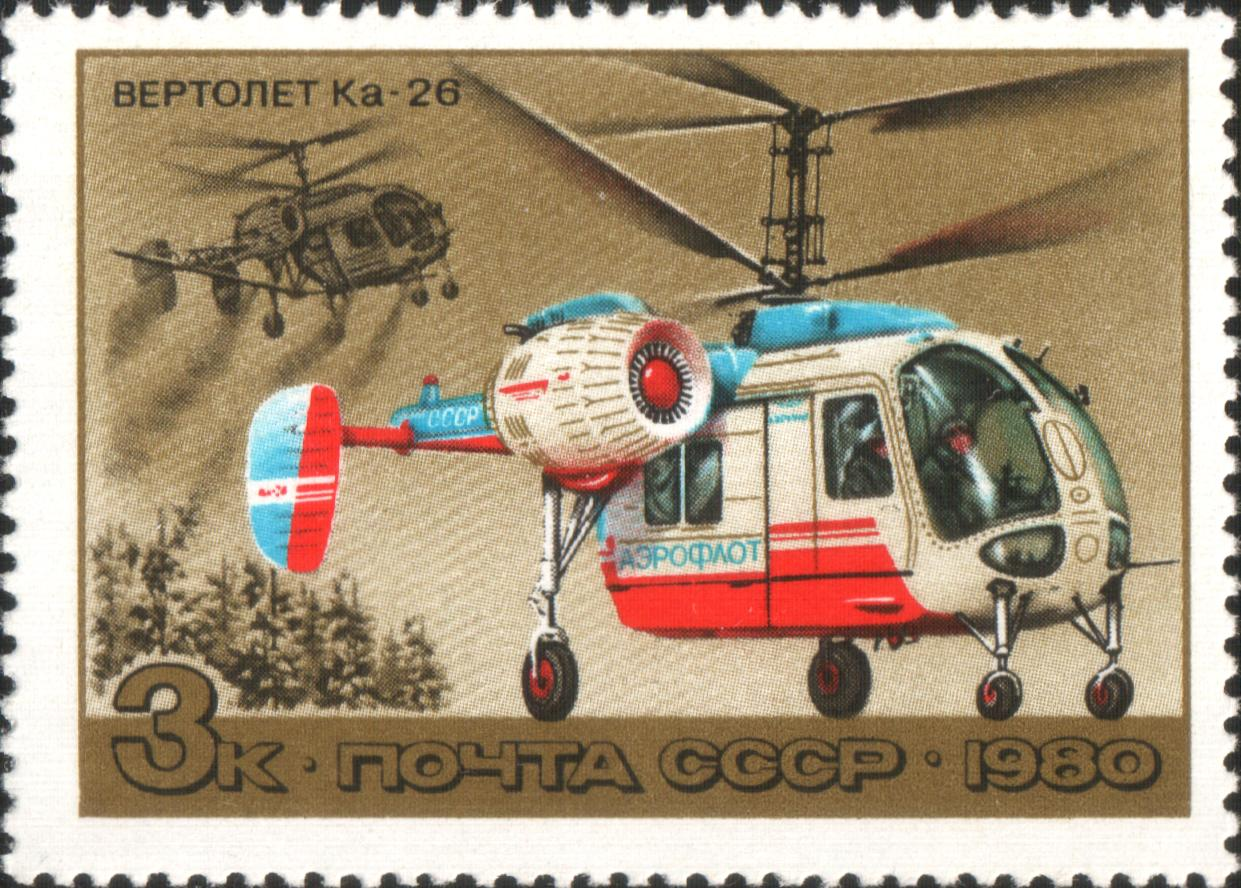
Ka-26 na poštovní známce SSSR.

Ka-26 na poštovní známce NDR.

### Technické údaje
- Posádka: 2
- Cestující: 6
- Pohon: dva vzduchem chlazené devítiválcové hvězdicové motory Vedenejev M-14V-26
  - Výkon: 2 × 242,5 kW
- Prázdná hmotnost:[pozn. 1] 2 100 kg
- Maximální vzletová hmotnost: 3 250 kg
- Průměr hlavního rotoru: 13,00 m
- Délka trupu: 7,75 m
- Výška: 4,05 m
- Rotorová plocha: 265,50 m²

### Výkony
- Max. rychlost: 170 km/h
- Dolet: 460 km s plným zatížením
- Dostup: 3 000 m